# 比尔贝克
比尔贝克（荷蘭語：Bierbeek，荷蘭語發音：[ˈbiːrbeːk] ⓘ）是比利时弗拉芒大区弗拉芒布拉班特省魯汶區的一个市镇，南与瓦隆大区瓦隆布拉班特省接壤，通行荷蘭語，是弗拉芒社群的一部分，面积39.73平方千米，人口10,025人（2018年1月1日）。